# Clàusules d'exempció a la Unió Europea
En general, la llei de la Unió Europea és vàlida en tots els vint-i-set estats membres de la Unió Europea. No obstant això, ocasionalment els estats membres negocien unes certes clàusules d'exempció o clàusules d'excepció (en anglès: opt-outs) de la legislació o els tractats de la Unió Europea, la qual cosa significa que no han de participar en unes certes àrees de política. En l'actualitat, tres estats compten amb aquestes exempcions: Dinamarca (quatre opt-outs), Irlanda (dues opt-outs) i Polònia (un opt-out). El Regne Unit tenia diverses clàusules d'exempció abans que abandonessin la Unió.
Això és diferent de la cooperació reforçada, una mesura introduïda en el Tractat d'Amsterdam, per la qual es permet a un mínim de nou estats membres cooperar dins de l'estructura de la Unió Europea sense involucrar a altres estats membres, després que la Comissió Europea i una majoria qualificada hagin aprovat la mesura. Es distingeix a més del Mecanisme de Cooperació i Verificació i de suspensions permanents del cabal comunitari, l'aixecament del qual està condicionat al compliment d'uns certs punts de referència per part dels Estats membres afectats.

## Clàusules d'exempció vigents
El 2020, tres estats tenien clàusules d'exempció formals en un total de cinc àrees de política.
- Acord de Schengen – Irlanda   Els estats membres de la UE que participen   Els estats membres de la UE no participen però estan obligats a unir-se   Estats membres de la UE amb una clàusula d'exempció   Estats no membres de la UE que participen   Estats no membres de la UE que participen de facto   Estats no membres de la UE amb una frontera oberta
- Unió Econòmica i Monetària – Dinamarca   Estats membres de la UE que participen   Els estats membres de la UE que estan en el ERMII   Estats membres de la UE no estan en el ERMII però estan obligats a unir-se a la zona euro   Estats membres de la UE en el ERMII amb un opt-out   Estats no membres de la UE que utilitzen l'euro amb un acord monetari   Estats no membres de la UE que utilitzen l'euro unilateralment
- Defensa – Dinamarca   Estats que participen en la PCSD  Estat amb una clàusula d'exempció de la PCSD
- Carta de Drets Fonamentals de la Unió Europea – Polònia   Estats Membres de la Carta  Estats amb opt-out de la Carta
- Espai de llibertat, seguretat i justícia - Dinamarca i Irlanda   Estats que participen plenament en el AFSJ   Estat amb una clàusula d'exempció que pot optar per entrar cas per cas en el AFSJ  Estat amb una clàusula d'exempció de la AFSJ

### Defensa – Dinamarca
L'Acord d'Edimburg de 1992 incloïa una garantia a Dinamarca que no es veuria obligada a adherir-se a la Unió Europea Occidental, que s'encarregava de la defensa. A més, l'acord estipulava que Dinamarca no participaria en els debats ni estaria obligada a complir les decisions de la Unió Europea que tinguessin repercussions en matèria de defensa. El Tractat d'Amsterdam de 1997 incloïa un protocol que formalitzava aquesta exempció de la Política Comuna de Seguretat i Defensa de la UE (abreviat, en anglès, PCSD). En conseqüència, Dinamarca queda exclosa dels debats de política exterior amb implicacions en matèria de defensa i no participa en missions exteriors amb un component de defensa.